# Gingsheim

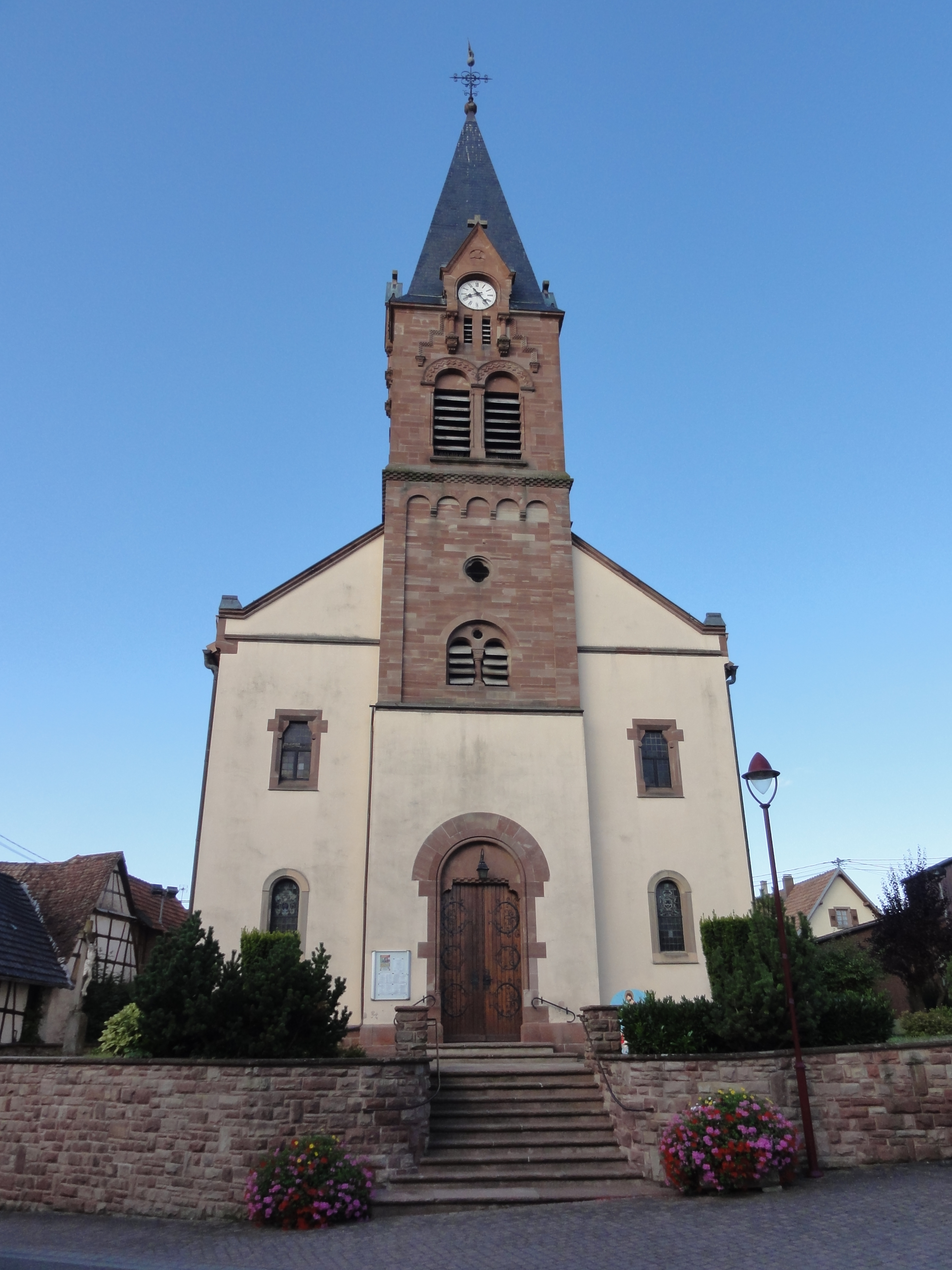
Edifício do Gingsheim StNicolas na Base Mérimée, na França

Gingsheim é uma ex-comuna francesa na região administrativa de Grande Leste, no departamento Baixo Reno. Estendeu-se por uma área de 3,72 km². Em 2010 a comuna tinha 318 habitantes (densidade: 85,5 hab./km²).
Em 1 de janeiro de 2016 foi fundida com as comunas de Hohatzenheim, Mittelhausen e Wingersheim para a criação da nova comuna de Wingersheim-les-Quatre-Bans.